# Борокс
Борокс (ісп. Borox) — муніципалітет в Іспанії, у складі автономної спільноти Кастилія-Ла-Манча, у провінції Толедо. Населення — 3307 осіб (2010).
Муніципалітет розташований на відстані близько 38 км на південь від Мадрида, 33 км на північний схід від Толедо.
На території муніципалітету розташовані такі населені пункти: (дані про населення за 2010 рік)
- Борокс: 3091 особа
- Нуево-Борокс: 216 осіб

## Демографія
Динаміка населення (INE ):

## Галерея зображень

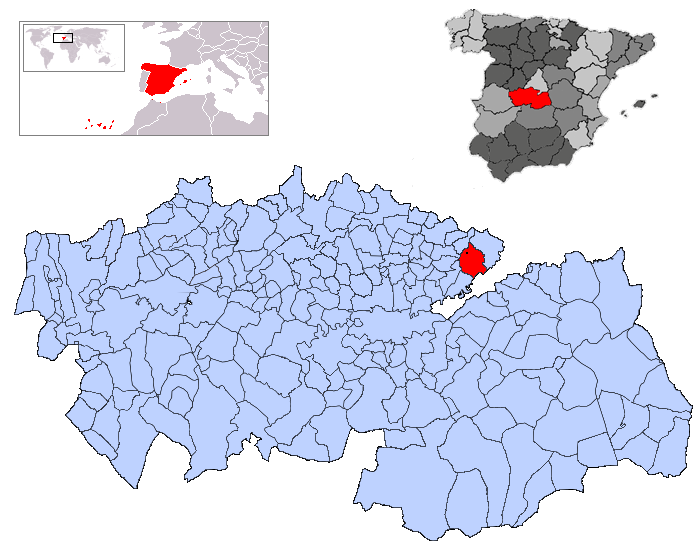
Розташування муніципалітету у провінції Толедо